# Лепуджу-де-Жос
Лепуджу-де-Жос (рум. Lăpugiu de Jos) — село у повіті Хунедоара в Румунії. Адміністративний центр комуни Лепуджу-де-Жос.
Село розташоване на відстані 325 км на північний захід від Бухареста, 33 км на захід від Деви, 131 км на південний захід від Клуж-Напоки, 98 км на схід від Тімішоари.

## Населення
За даними перепису населення 2002 року у селі проживали 145 осіб, усі — румуни. Усі жителі села рідною мовою назвали румунську.